# Campynema lineare
Campynema lineare Labill. – gatunek reliktowy z monotypowego rodzaju Campynema z rodziny Campynemataceae, endemiczny dla Tasmanii.

## Morfologia
PokrójŚredniej wielkości, smukłe, wzniesione rośliny zielne, osiągające wysokość 50 cm.
LiścieRośliny tworzą odziomowo jeden relatywnie duży liść o blaszce równowąskiej, tworzący u nasady pochwę.
KwiatyKwiatostan groniasty, złożony z 1–4 obupłciowych, 6-pręcikowych, trzykrotnych kwiatów, wyrasta na brązowawym pędzie kwiatostanowym z kilkoma zredukowanymi liśćmi. Okwiat pojedynczy, 6-listkowy, żółtawo-zielonkawy, o średnicy 2 cm. Pręciki osadzone u nasady listków okwiatu, o jasnopomarańczowych główkach. Zalążnia trójkomorowa, dolna, z wolnymi słupkami, zgrubiałymi u nasady. Łożyska położone osiowo.
OwoceNiepękające torebki. Nasiona liczne, dyskowate.

## Systematyka
Według Angiosperm Phylogeny Website (aktualizowany system APG IV z 2016) rodzaj Campynema należy do rodziny Campynemataceae, w rzędzie liliowców (Liliales) zaliczanych do jednoliściennych (monocots).